# Luftgestützte Astronomie
Als Luftgestützte Astronomie  (engl. airborne astronomy) werden astronomische Projekte bezeichnet, bei denen Teleskope und andere Astronomisches Instrumente in Luftfahrzeuge eingebaut und in großen Höhen als Beobachtungsplattformen für Beobachtende Astronomie betrieben werden. Vorteile sind die Vermeidung von Trübungen und Streuung durch die Luft und die Absorption von Infrarotstrahlung, was Infrarotastronomie bzw. Beobachtungen über einen breiten Wellenlängenbereich ermöglicht.

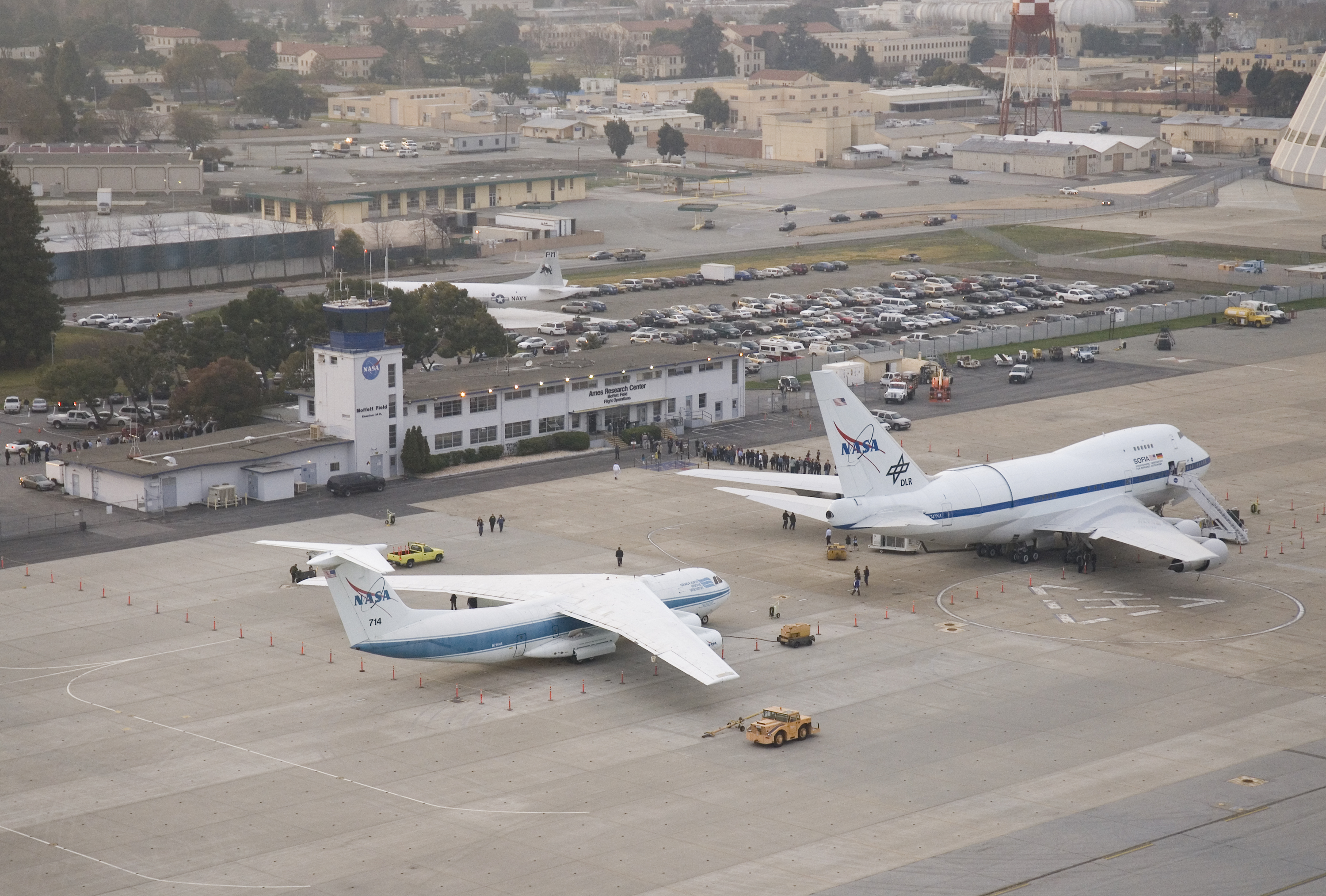
KAO und SOFIA, Ames Research Center 2008

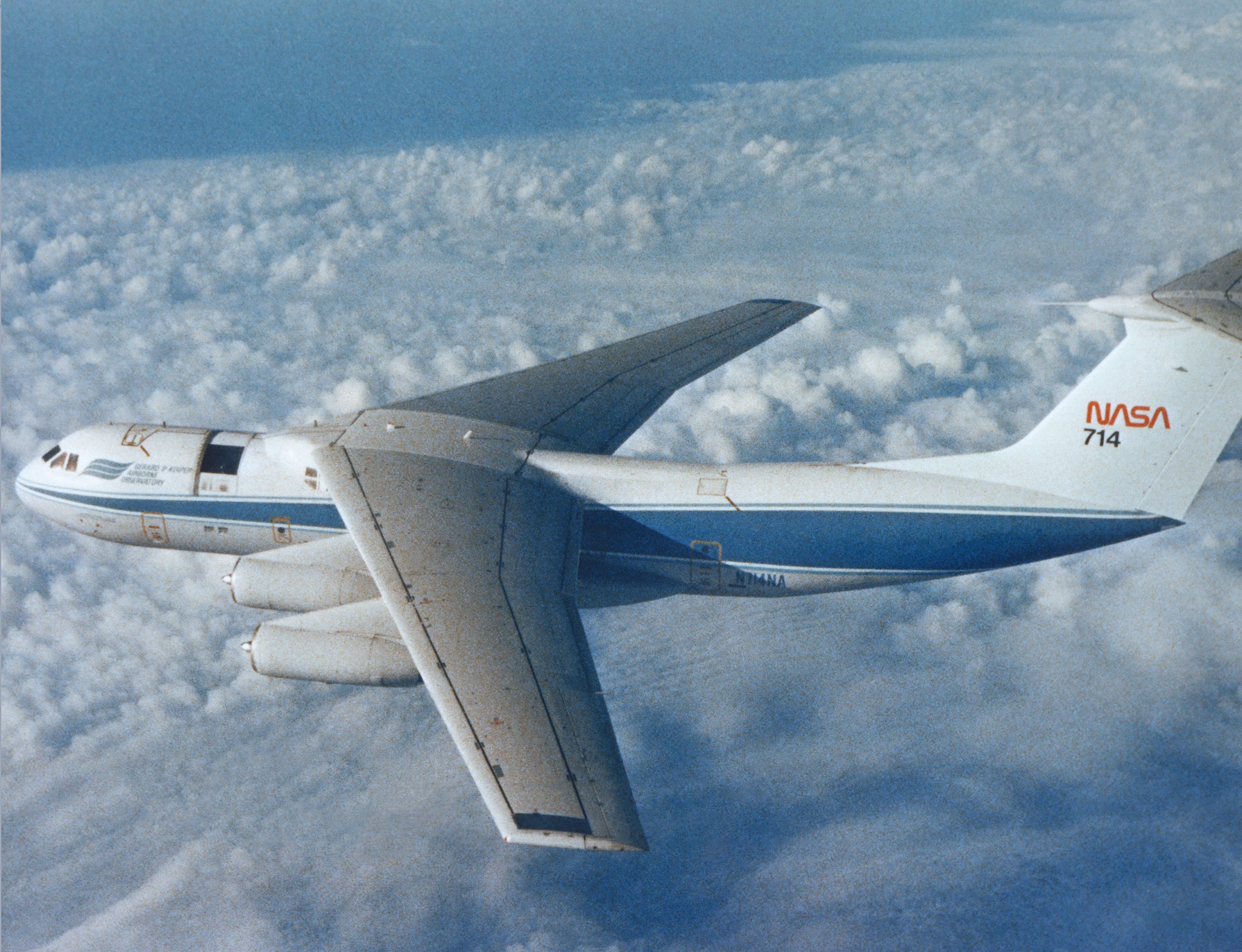
C-141A Kuiper Airborne Observatory

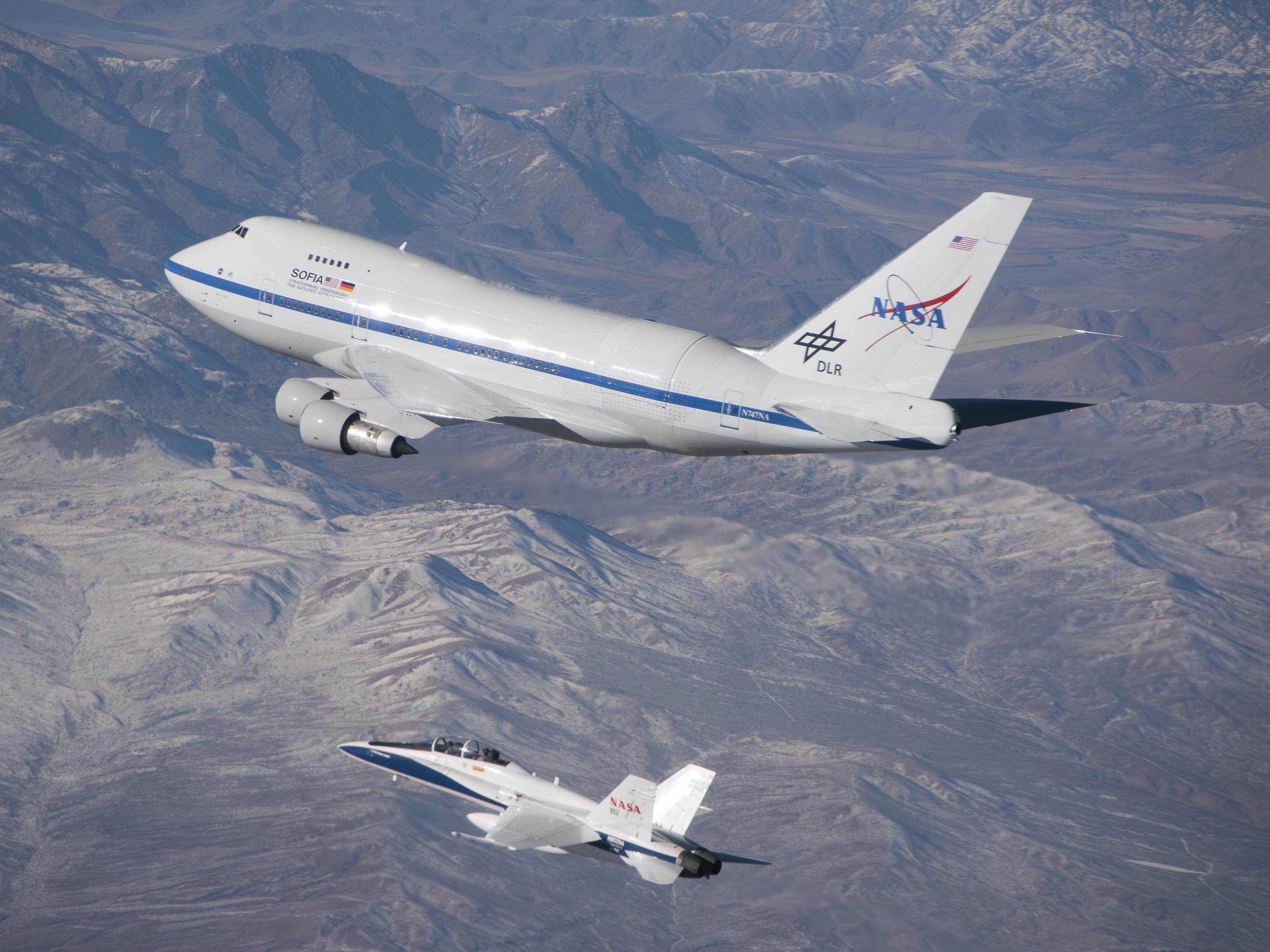
SOFIA-747 SP & F/A-18B

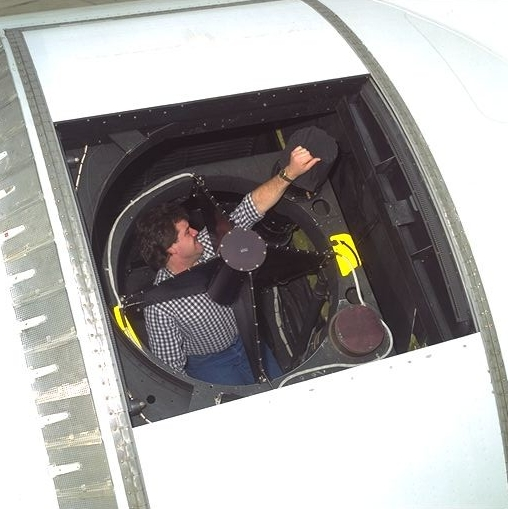
Teleskop des KAO mit Techniker

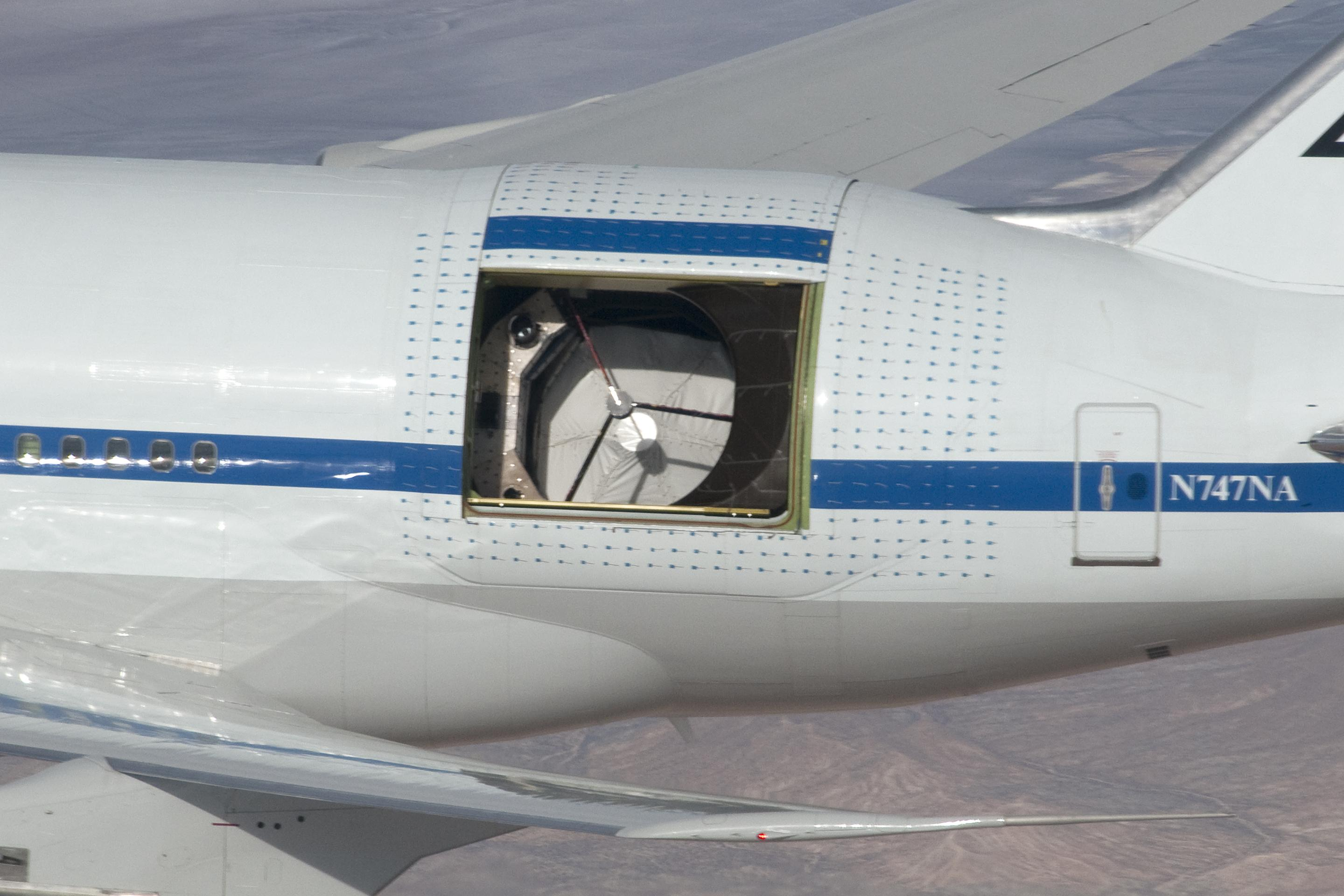
Geöffnete Teleskoptür der Boeing 747

## Geschichte und Projekte
Jules Janssen nutzte 1874 erstmals einen Ballon für astronomische Forschungen.
Seit den 1920er Jahren werden Forschungsballone und Flugzeuge verwendet, um astronomische Beobachtungsmissionen durchzuführen.
Verschiedene Flugzeugtypen wurden verwendet, u. a. ein Flugboot Felixstowe F.5L. Für moderne luftgestützte Programme wurden u. a. Learjet 24, Lockheed C-141, McDonnell Douglas F/A-18 und Boeing 747 adaptiert.
Einige Programme, wie z. B. das Lear Jet Observatory (LJO, in zwei Ausführungsgenerationen) und das Kuiper Airborne Observatory (KAO) wurden erfolgreich beendet. Ein späteres Programm war das Stratosphären-Observatorium für Infrarot-Astronomie (SOFIA), bei dem ein Infrarotteleskop in eine Boeing 747 SP integriert wurde. Beobachtungsflüge in Höhen von typisch 12–14 km wurden damit durchgeführt.
Projekte, die ballongetragene Teleskope verwendeten waren z. B. Stratoscope (1957, 1971), BOOMERanG (1998, 2003), Sunrise (2009, 2013), Far Infrared Interferometric Telescope (angekündigt).
Seit 1989 kooperieren NASA und NSF (National Science Foundation) (USA). Jährlich werden 1–2 Ballons mit unterschiedlichen Messvorrichtungen, darunter auch astronomischen, gestartet. Große Höhen bis etwa 40 km wurden erzielt und – insbesondere im Polarwirbel über dem Südpol – bis etwa 2 Monate Flugdauer. Christopher Walker hat mit seinem Konzept LBR (Large Balloon Reflector), einen teilweise metallisierten Ballon im Riesenballon als optischen Reflektor zu nutzen, einen NASA-Wettbewerb gewonnen und ab 2014 weiterentwickelt.

## Technik
Luftgestützt sind wesentlich größere Ausgangshöhen für Beobachtungen als erdgestützt zugänglich, womit Trübung durch Aerosol (Staub, Wassertröpfchen) und Tieren (Fluginsekten, Fledermäusen, Vögeln), Brechungsschwankungen an instabilen Luftschichten und Absorption von Infrarot durch Wasserdampf und Streuung durch die Luftmoleküle viel weiter ausgewichen werden kann. Erdgestützt ist die Höhe durch Zugänglichkeit des Bergs für Transportfahrzeuge (Bau, Energieversorgung, Personen) und für Menschen noch akzeptabler Sauerstoffpartialdruck limitiert.
Die Tragfähigkeit von Flugzeugen limitiert das Gewicht und damit die Größe und Öffnung der Teleskope, die geflogen werden können. Flugzeuge lassen sich global verlegen, um den Nord- und den Südhimmel zu beobachten, und können dabei die im Jahreslauf abwechselnden Winterhalbjahre – mit langen, dunklen Nächten – der Nord- und Südhemisphäre nutzen. Durch Einsetzen in verschiedenen Breiten, etwa durch Abfliegen meridionaler Strecken, lässt sich mit kleineren Zenitwinkeln beobachten und damit die zu durchdringende Luftschichtdicke reduzieren. Wenn ein Teleskop, wie heute der Regelfall, zum geöffneten Fenster am Umfang des zylindrischen Rumpfs hinaussieht, beträgt in 13 km Seehöhe auch hier im Flugzeug der Luftdruck nur rund 15 % des Normaldrucks. Der Bereich im Rumpf, in dem sich das Bedienpersonal des Teleskops aufhält benötigt für dieses etwa 70 % Normaldruck (Kabinenhöhe) ist also gegen den Teleskopraum druckfest abzuschotten. Pilotencockpit und Bedienerkabine können in großen Fliegern voneinander abgeschottet werden, liegen jedoch beieinander, womit das Teleskop regelmäßig im Flugzeug weiter hinten, jedoch noch ausreichend weit vor einem Seitenleitwerk montiert. Flugzeugfenster für Teleskope werden wie erdgestützte Observatoriumkuppeln in der Regel verschließbar gemacht, damit beim Durchfliegen der Wetterzone Troposphäre und am Boden kein Regen und keine Tiere eindringen können. Besteht dieser Verschluss wie bei SOFIA aus einem relativ dünnen Blatt in Rillenführung wird er nicht luftdicht und druckfest schließen können, sodass eine Versteifung des Rumpfs durch leicht erhöhten Innendruck der Zelle nicht möglich ist. Eine große Fensteröffnung schwächt den Rumpf statisch, sodass rund um das Fenster ein versteifender Rahmen eingebaut werden muss. In Flug- und Luftanströmrichtung vor einer Fensteröffnung können quer verlaufende, schrägstehende Leisten Luftströmung, Regen und Fremdkörper wie Vögel von der Fensteröffnung abweisen.
Als SOFIA Juni/Juli 2015 (wie 2013 und 2016) im Süd-Winter in Christchurch, Neuseeland stationiert war, nutzte die Bodenmannschaft Einrichtungen am Flughafen, die im Süd-Sommer von der US-amerikanischen National Science Foundation (NSF) für ihr Antarktis-Forschungsprogramm genützt werden.